# 菅原正豊
菅原 正豊（すがわら まさとよ、1946年1月28日 - ）は、日本のテレビプロデューサー、テレビディレクター、実業家。
テレビ番組制作会社・ハウフルス代表取締役社長、フルハウス取締役。

## 経歴
東京都大田区出身。慶應義塾幼稚舎、慶應義塾中等部、慶應義塾高校、慶應義塾大学法学部卒業。
大学時代、アルバイトで『11PM』（日本テレビ）のアシスタントディレクターを務める。卒業後は就職せず、放送作家として企画構成や知人の広告代理店を手伝っていたが、1973年5月にPR代理店フルハウスを関口晃弘、原伸次とともに設立した。1978年にはフルハウスの番組制作部門として「フルハウステレビプロデュース（フルハウスTVP、1991年にハウフルスに社名変更）」を分社設立し、菅原は社長業と並行してテレビディレクターとして活動した。
1980年代後半より、日本テレビ社内で立ち上がったクイズプロジェクトのプロジェクトメンバー（渡辺弘、小杉善信、吉川圭三、五味一男、菅原正豊）として、外部社員であるが参画し、『クイズ世界はSHOWbyショーバイ!!』、『マジカル頭脳パワー!!』などの立ち上げを行った。菅原は主にディレクターとしてテレビバラエティの演出を手掛けるが、『マジカル』では渡辺と共にプロデューサーとしてクレジットされた。
1992年8月の『24時間テレビ「愛は地球を救う（愛の歌声は地球を救う）」』は、前年までの視聴率の低迷から大幅リニューアルが行われ、クイズプロジェクトがプロデュース・演出を担当することとなり、菅原も総合演出として参画している。それまでのドキュメンタリー路線から、菅原の「日本武道館をカラオケの殿堂にしたい」とのアイデアと、小杉による「間寛平によるチャリティマラソン」とのアイデアを軸にバラエティ路線への変更を行い、歴代最高視聴率を記録するなど、人気の回復に貢献した。
1993年度のATP賞特別賞を受賞している。

## 担当した番組
★は現行番組
- 『11PM』(日本テレビ系)　AD→ディレクター
  - 『11PM 11回忌法要スペシャル』　総合演出
- 『EXテレビ』(月、水、金担当日本テレビ系)　演出
- 『タモリ倶楽部』(テレビ朝日系)　演出→企画監修[1]
- 『ミュージックステーション』(テレビ朝日系)　スーパーバイザー★
- 『クイズ世界はSHOWbyショーバイ!!』(日本テレビ系)　初期・演出
- 『三宅裕司のいかすバンド天国』(TBS系)
- 『マジカル頭脳パワー!!』(日本テレビ系)　プロデューサー
- 『THE夜もヒッパレ』(日本テレビ系)　総合演出 ※2025年5月の復活特番時は監修
- 『24時間テレビ』(日本テレビ系)　総合演出　※1992年、1993年
- 『タモリのボキャブラ天国』シリーズ (フジテレビ系)　総合演出
- 『チューボーですよ!』→『新チューボーですよ!』(TBS系)　総合演出→企画演出→企画監修[2]
- 『出没!アド街ック天国』(テレビ東京系)　総合演出→監修[1]★
- 『輝け!噂のテンベストSHOW』(日本テレビ系・読売テレビ製作)　総合演出
- 『新テンベストSHOW』(日本テレビ系・読売テレビ製作)　総合演出
- 『どっちの料理ショー』シリーズ (日本テレビ系・読売テレビ製作)　総合演出→監修
- 『タモリの音楽ステーション』(テレビ朝日系)　演出
- 『タモリの新・哲学大王!』(フジテレビ系)　総合演出
- 『タモリのネタでNIGHTフィーバー!』(フジテレビ系)　総合演出
- 『8時だJ』(テレビ朝日系)　総合演出
- 『ソングラ』シリーズ (テレビ東京系)　総合演出
- 『THE!おいしい番組』（TBS系・毎日放送製作）　総合演出
- 『小さな恋みつけた。』（TBS系・毎日放送製作）　総合演出
- 『最高!ブギウギナイト』(テレビ東京系)　総合演出
- 『世界ゴリッパですね!!』(フジテレビ系)
- 『う!ウマいんです。』(フジテレビ系)　総合演出
- 『ニッポン旅×旅ショー』(日本テレビ系・読売テレビ製作)　監修
- 『秘密のケンミンSHOW』(日本テレビ系・読売テレビ製作)　監修
- 『世紀のワイドショー!ザ・今夜はヒストリー』(TBS系) 企画演出
- 『ワラッタメ天国』(フジテレビ系)　監修
- 『ジェネレーション天国』(フジテレビ系)　総合演出
- 『ペコジャニ∞!』（TBS系）監修